# Olympische Jugend-Winterspiele 2020/Snowboard
Bei den Olympischen Jugend-Winterspielen 2020 in Lausanne fanden vom 18. bis 22. Januar 2020 insgesamt acht Wettbewerbe im Snowboard statt. Zusätzlich wurde mit dem Ski-/Snowboardcross Mixed Teamwettbewerb ein sportartenübergreifender Wettkampf ausgetragen, an dem auch Skicrosser teilnahmen. Austragungsorte waren der Leysin Park & Pipe an der Tour d’Aï bei Leysin (Big Air, Halfpipe, Slopestyle) und der Villars Park in Villars-sur-Ollon (Snowboardcross).

## Bilanz

### Medaillenspiegel
| Platz  | Land               | Gold | Silber | Bronze | Gesamt |
| ------ | ------------------ | ---- | ------ | ------ | ------ |
| 01     | Japan              | 4    | 3      | –      | 7      |
| 02     | Schweiz            | 2    | –      | 4      | 6      |
| 03     | Australien         | 1    | –      | –      | 1      |
| 03     | Belgien            | 1    | –      | –      | 1      |
| 03     | Vereinigte Staaten | 1    | –      | –      | 1      |
| 06     | Deutschland        | –    | 2      | 1      | 3      |
| 07     | Kanada             | –    | 1      | 2      | 3      |
| 08     | Niederlande        | –    | 1      | 1      | 2      |
| 09     | Frankreich         | –    | 1      | –      | 1      |
| 09     | Russland           | –    | 1      | –      | 1      |
| 11     | Spanien            | –    | –      | 1      | 1      |
| Gesamt | Gesamt             | 9    | 9      | 9      | 27     |

### Medaillengewinner
| Disziplin                                   | Gold                                                                 | Silber                                                                           | Bronze                                                                 |
| ------------------------------------------- | -------------------------------------------------------------------- | -------------------------------------------------------------------------------- | ---------------------------------------------------------------------- |
| Jungen                                      |                                                                      |                                                                                  |                                                                        |
| Big Air                                     | Ryoma Kimata                                                         | Aoto Kawakami                                                                    | Liam Brearley                                                          |
| Halfpipe                                    | Ruka Hirano                                                          | Kaishu Hirano                                                                    | Liam Brearley                                                          |
| Slopestyle                                  | Dusty Henricksen                                                     | Liam Gill                                                                        | Nick Pünter                                                            |
| Snowboardcross                              | Valerio Jud                                                          | Niels Conradt                                                                    | Álvaro Romero                                                          |
| Mädchen                                     |                                                                      |                                                                                  |                                                                        |
| Big Air                                     | Hinari Asanuma                                                       | Annika Morgan                                                                    | Melissa Peperkamp                                                      |
| Halfpipe                                    | Mitsuki Ono                                                          | Manon Kaji                                                                       | Berenice Wicki                                                         |
| Slopestyle                                  | Evy Poppe                                                            | Melissa Peperkamp                                                                | Bianca Gisler                                                          |
| Snowboardcross                              | Josie Baff                                                           | Margaux Herpin                                                                   | Anouk Dörig                                                            |
| Mixed                                       |                                                                      |                                                                                  |                                                                        |
| Ski-/Snowboardcross Mixed Teamwettbewerb 1) | SchweizAnouk Dörig Marie Karoline Krista Valerio Jud Robin Tissières | RusslandAnastassija Priwalowa Marija Jerofejewa Jewgeni Genin Andrei Gorbatschow | DeutschlandLilith Kuhnert Nina Walderbach Niels Conradt Sebastian Veit |

## Ergebnisse

### Jungen

#### Big Air
| Platz | Land | Athlet                | Punkte |
| ----- | ---- | --------------------- | ------ |
| 1     | JPN  | Ryoma Kimata          | 195,00 |
| 2     | JPN  | Aoto Kawakami         | 191,75 |
| 3     | CAN  | Liam Brearley         | 183,25 |
| 4     | USA  | Dusty Henricksen      | 176,75 |
| 5     | AUS  | Mitchell Davern       | 174,75 |
| 6     | USA  | Will Healy            | 128,00 |
| 7     | RUS  | Jaroslaw Lentschewski | 101,00 |
| 8     | CAN  | Liam Gill             | 088,75 |
| 9     | SUI  | Nick Pünter           | 066,00 |
| 10    | AUT  | Lukas Frischhut       | 041,00 |
| 11    | GER  | Till Strohmeyer       | 018,50 |
| 12    | FIN  | Aatu Partanen         | DNS    |

Qualifikation: 20. Januar 2020, 9:30 Uhr 
 Finale: 22. Januar 2020, 14:05 Uhr

#### Halfpipe
| Platz | Land | Athlet                | Punkte |
| ----- | ---- | --------------------- | ------ |
| 1     | JPN  | Ruka Hirano           | 97,33  |
| 2     | JPN  | Kaishu Hirano         | 95,66  |
| 3     | CAN  | Liam Brearley         | 82,00  |
| 4     | KOR  | Lee Hyun-jun          | 77,00  |
| 5     | USA  | Jack Coyne            | 76,00  |
| 6     | SUI  | Gian Biele            | 74,66  |
| 7     | CHN  | Wang Xin              | 73,00  |
| 8     | SUI  | Eliot Golay           | 65,00  |
| 9     | RUS  | Jaroslaw Lentschewski | 63,33  |
| 10    | USA  | Kolman LeCroy         | 42,33  |

Datum: 21. Januar 2020, 9:30 Uhr

#### Slopestyle
| Platz | Land | Athletin          | Punkte |
| ----- | ---- | ----------------- | ------ |
| 1     | USA  | Dusty Henricksen  | 96,33  |
| 2     | CAN  | Liam Brearley     | 85,33  |
| 3     | SUI  | Nick Pünter       | 66,33  |
| 4     | JPN  | Aoto Kawakami     | 63,33  |
| 5     | SWE  | William Mathisen  | 51,66  |
| 6     | GER  | Leopold Frey      | 41,66  |
| 7     | FIN  | Valtteri Kautonen | 36,00  |
| 8     | USA  | Jack Coyne        | 34,33  |
| 9     | CHI  | Álvaro Yáñez      | 31,00  |
| 10    | NZL  | Mitchell Davern   | 24,33  |
| 11    | CAN  | Liam Gill         | 23,33  |
|       | CAN  | William Buffey    | DNS    |

Datum: 20. Januar 2020

#### Snowboardcross
| Platz          | Land | Athletin          | Rückstand (s) |
| -------------- | ---- | ----------------- | ------------- |
| Finale         |      |                   |               |
| 1              | SUI  | Valerio Jud       | –             |
| 2              | GER  | Niels Conradt     | + 00,13       |
| 3              | ESP  | Álvaro Romero     | + 08,06       |
| 4              | FRA  | Quentin Sodogas   | + 21,18       |
| kleines Finale |      |                   |               |
| 5              | SUI  | Thomas Abegglen   | –             |
| 6              | CZE  | Matouš Šmerák     | + 00,32       |
| 7              | AUS  | Finn Sadler       | + 10,44       |
| 8              | USA  | Theodore McLemore | DNF           |

Datum: 20. Januar 2020

### Mädchen

#### Big Air
| Platz | Land | Athletin              | Punkte |
| ----- | ---- | --------------------- | ------ |
| 1     | JPN  | Hinari Asanuma        | 172,50 |
| 2     | GER  | Annika Morgan         | 160,50 |
| 3     | NED  | Melissa Peperkamp     | 150,00 |
| 4     | SUI  | Bianca Gisler         | 134,75 |
| 5     | USA  | Ty Schnorrbusch       | 131,00 |
| 6     | JPN  | Kanami Okuyama        | 099,75 |
| 7     | CZE  | Kreisingerová         | 082,50 |
| 8     | CAN  | Camilla Kozuback      | 072,25 |
| 9     | ARG  | Morena Poggi Silveira | 052,25 |
| 10    | BEL  | Evy Poppe             | 045,00 |
| 11    | NOR  | Bettina Roll          | 006,50 |
| 12    | USA  | Courtney Rummel       | DNS    |

Qualifikation: 21. Januar 2020, 13:00 Uhr 
 Finale: 22. Januar 2020, 14:05 Uhr

#### Halfpipe
| Platz | Land | Athletin          | Punkte |
| ----- | ---- | ----------------- | ------ |
| 1     | JPN  | Mitsuki Ono       | 95,33  |
| 2     | JPN  | Manon Kaji        | 85,33  |
| 3     | SUI  | Berenice Wicki    | 81,33  |
| 4     | USA  | Tessa Maud        | 76,00  |
| 5     | CHN  | Wang Jianjie      | 73,00  |
| 6     | SUI  | Isabelle Lötscher | 63,00  |
| 7     | KOR  | Lee Na-yoon       | 39,66  |
| 8     | CHN  | Jia Yanru         | 15,00  |

Datum: 20. Januar 2020

#### Slopestyle
| Platz | Land | Athletin            | Punkte |
| ----- | ---- | ------------------- | ------ |
| 1     | BEL  | Evy Poppe           | 94,00  |
| 2     | NED  | Melissa Peperkamp   | 91,75  |
| 3     | SUI  | Bianca Gisler       | 78,25  |
| 4     | JPN  | Hinari Asanuma      | 75,00  |
| 5     | JPN  | Kanami Okuyama      | 64,25  |
| 6     | USA  | Ty Schnorrbusch     | 59,75  |
| 7     | USA  | Courtney Rummel     | 53,25  |
| 8     | FIN  | Eveliina Taka       | 39,25  |
| 9     | CAN  | Andie Gendron       | 28,50  |
| 10    | NOR  | Stine Espeli Olsen  | 8,75   |
| 11    | CZE  | Marie Kreisingerová | 5,50   |
|       | ITA  | Marilù Poluzzi      | DNS    |

Datum: 18. Januar 2020

#### Snowboardcross
| Platz          | Land | Athletin              | Rückstand (s) |
| -------------- | ---- | --------------------- | ------------- |
| Finale         |      |                       |               |
| 1              | AUS  | Josie Baff            | –             |
| 2              | FRA  | Margaux Herpin        | + 0,05        |
| 3              | SUI  | Anouk Dörig           | + 0,50        |
| 4              | RUS  | Anastassija Priwalowa | + 3,09        |
| kleines Finale |      |                       |               |
| 5              | SUI  | Léonie Wiedmer        | –             |
| 6              | AUT  | Anna-Maria Galler     | + 0,20        |
| 7              | CZE  | Sára Strnadová        | + 0,50        |
| 8              | GER  | Lilith Kuhnert        | + 4,19        |

Datum: 20. Januar 2020

### Sportartenübergreifende Mixed-Wettkämpfe

#### Ski-/Snowboardcross Mixed Teamwettbewerb
| Platz | Team                                                                                              |
| ----- | ------------------------------------------------------------------------------------------------- |
| 1     | Schweiz Anouk Dörig Marie Karoline Krista Valerio Jud Robin Tissières                             |
| 2     | Russland Anastassija Priwalowa Marija Jerofejewa Jewgeni Genin Andrei Gorbatschow                 |
| 3     | Deutschland Lilith Kuhnert Nina Walderbach Niels Conradt Sebastian Veit                           |
| 4     | Mixed Team 3 Jekaterina Loktewa-Sagorskaja Maria Shcherbakovskaya Noa Coutton-Jean Artjom Baschin |
| 5     | Mixed Team 1 Chloé Passerat Lia Nilsson Iwan Maljowannyj Kilian Himmelsbach                       |
| 6     | Tschechien Sára Strnadová Diana Cholenská Matouš Šmerák Richard Zachoval                          |
| 7     | Österreich Anna-Maria Galler Leonie Innerhofer Felix Powondra Marcus Plank                        |
| 8     | Mixed Team 4 Federica Fantoni Alice Fortkord Thomas Abegglen Thomas Kolly                         |
| 9     | Australien Josie Baff Kyra Wheatley Finn Sadler Ben Wynn                                          |
| 10    | Frankreich Margaux Herpin Léa Hudry Quentin Sodogas Tom Barnoin                                   |
| 11    | Mixed Team 2 Morena Arroyo Sage Stefani Jacob Walper Jack Morrow                                  |
| 12    | Mixed Team 9 Marika Savoldelli Noa Spoelders Niccolò Colturi Jannes Debertol                      |
| 13    | China Chai Xin Ran Hongyun Gao Dali Qiu Xiyang                                                    |
| 14    | Mixed Team 11 Madeline Lochte-Bono Kayla Anna Lozáková Theodore McLemore Jakub Válek              |
| 15    | Mixed Team 12 Zsófia Vincze Marta Rihtaršič Silviu Popa Isbat Hoque                               |
| 16    | Mixed Team 6 Aina Gomáriz Marie-Pier Brunet Álvaro Romero Scott Johns                             |
| 17    | Mixed Team 10 Tanja Kobald Wladislawa Baljukina                                                   |
| 18    | Mixed Team 7 Teodora Iliewa Josefina Valdés Dante Vera Oscar Trygg                                |
| 19    | Mixed Team 8 Nima Yongqing Su Yue Wladi Kamburow Hou Haoyi                                        |
| DNS   | Mixed Team 5 Amber Essex Zoe Michael Noah Bethonico Jasper Cobcroft                               |

Datum: 21. Januar 2020
Die Teams traten in einer Staffel an, bei dem in folgender Reihenfolge gestartet wurde: Snowboardcrosserin, Skicrosserin, Snowboardcrosser, Skcrosser. Dabei öffnete mit Überqueren der Ziellinie der vorherige Athlet das Startgate für den nächsten.